# Sercan Demir
Sercan Demir (Bolu, 6 aprile 1999) è un ginnasta turco.

## Biografia
È stato per due volte campione nazionale.
Ai Giochi del Mediterraneo di Tarragona 2018 ha vinto la medaglia d'argento nel concorso a squadre, con Ümit Şamiloğlu, Ferhat Arıcan, İbrahim Çolak e Ahmet Önder.

## Palmarès
- Giochi del Mediterraneo

Tarragona 2018: argento nel concorso a squadre;